# Юнацька збірна Данії з футболу (U-19)
Юнацька збірна Данії з футболу (U-19) — національна футбольна збірна Данії, що складається із гравців віком до 19 років. Керівництво командою здійснює Данський футбольний союз. До зміни формату юнацьких чемпіонатів Європи у 2001 році функціонувала як збірна до 18 років.
Головним турніром для команди є Юнацький чемпіонат Європи з футболу (U-19), успішний виступ на якому дозволяє отримати путівку на Молодіжний чемпіонат світу, у якому команда бере участь вже у форматі збірної U-20. Також може брати участь у товариських і регіональних змаганнях.

## Виступи на міжнародних турнірах

### Юнацький чемпіонат Європи з футболу (U-18)
| Рік  | Результат          | І | В | Н | П | Г+ | Г- |
| ---- | ------------------ | - | - | - | - | -- | -- |
| 1972 | не кваліфікувалася | – | – | – | – | –  | –  |
| 1973 | груповий етап      | 3 | 0 | 0 | 3 | 4  | 7  |
| 1974 | груповий етап      | 3 | 2 | 0 | 1 | 9  | 4  |
| 1975 | груповий етап      | 3 | 1 | 2 | 0 | 6  | 5  |
| 1976 | груповий етап      | 3 | 2 | 0 | 1 | 8  | 7  |
| 1977 | не кваліфікувалася | – | – | – | – | –  | –  |
| 1978 | не кваліфікувалася | – | – | – | – | –  | –  |
| 1979 | груповий етап      | 3 | 1 | 0 | 2 | 3  | 4  |
| 1980 | не кваліфікувалася | – | – | – | – | –  | –  |
| 1981 | груповий етап      | 3 | 1 | 1 | 1 | 5  | 5  |
| 1982 | не кваліфікувалася | – | – | – | – | –  | –  |
| 1983 | не кваліфікувалася | – | – | – | – | –  | –  |
| 1984 | груповий етап      | 3 | 0 | 1 | 2 | 2  | 6  |
| 1986 | не кваліфікувалася | – | – | – | – | –  | –  |
| 1988 | 7-е/8-е            | 2 | 0 | 1 | 1 | 1  | 3  |
| 1990 | не кваліфікувалася | – | – | – | – | –  | –  |
| 1992 | не кваліфікувалася | – | – | – | – | –  | –  |
| 1993 | не кваліфікувалася | – | – | – | – | –  | –  |
| 1994 | не кваліфікувалася | – | – | – | – | –  | –  |
| 1995 | не кваліфікувалася | – | – | – | – | –  | –  |
| 1996 | не кваліфікувалася | – | – | – | – | –  | –  |
| 1997 | не кваліфікувалася | – | – | – | – | –  | –  |
| 1998 | не кваліфікувалася | – | – | – | – | –  | –  |
| 1999 | не кваліфікувалася | – | – | – | – | –  | –  |
| 2000 | не кваліфікувалася | – | – | – | – | –  | –  |
| 2001 | груповий етап      | 3 | 0 | 0 | 3 | 2  | 6  |

### Юнацький чемпіонат Європи з футболу (U-19)
| Рік  | Результат                | І                        | В                        | Н                        | П                        | Г+                       | Г-                       |                          |
| ---- | ------------------------ | ------------------------ | ------------------------ | ------------------------ | ------------------------ | ------------------------ | ------------------------ | ------------------------ |
| 2002 | не кваліфікувалася       | –                        | –                        | –                        | –                        | –                        | –                        |                          |
| 2003 | не кваліфікувалася       | –                        | –                        | –                        | –                        | –                        | –                        |                          |
| 2004 | не кваліфікувалася       | –                        | –                        | –                        | –                        | –                        | –                        |                          |
| 2005 | не кваліфікувалася       | –                        | –                        | –                        | –                        | –                        | –                        |                          |
| 2006 | не кваліфікувалася       | –                        | –                        | –                        | –                        | –                        | –                        |                          |
| 2007 | не кваліфікувалася       | –                        | –                        | –                        | –                        | –                        | –                        |                          |
| 2008 | не кваліфікувалася       | –                        | –                        | –                        | –                        | –                        | –                        |                          |
| 2009 | не кваліфікувалася       | –                        | –                        | –                        | –                        | –                        | –                        |                          |
| 2010 | не кваліфікувалася       | –                        | –                        | –                        | –                        | –                        | –                        |                          |
| 2011 | не кваліфікувалася       | –                        | –                        | –                        | –                        | –                        | –                        |                          |
| 2012 | не кваліфікувалася       | –                        | –                        | –                        | –                        | –                        | –                        |                          |
| 2013 | не кваліфікувалася       | –                        | –                        | –                        | –                        | –                        | –                        |                          |
| 2014 | не кваліфікувалася       | –                        | –                        | –                        | –                        | –                        | –                        |                          |
| 2015 | не кваліфікувалася       | –                        | –                        | –                        | –                        | –                        | –                        |                          |
| 2016 | не кваліфікувалася       | –                        | –                        | –                        | –                        | –                        | –                        |                          |
| 2017 | не кваліфікувалася       | –                        | –                        | –                        | –                        | –                        | –                        |                          |
| 2018 | не кваліфікувалася       | –                        | –                        | –                        | –                        | –                        | –                        |                          |
| 2019 | не кваліфікувалася       | –                        | –                        | –                        | –                        | –                        | –                        |                          |
| 2020 | Скасовано через COVID-19 | Скасовано через COVID-19 | Скасовано через COVID-19 | Скасовано через COVID-19 | Скасовано через COVID-19 | Скасовано через COVID-19 | Скасовано через COVID-19 | Скасовано через COVID-19 |
| 2021 | Скасовано через COVID-19 | Скасовано через COVID-19 | Скасовано через COVID-19 | Скасовано через COVID-19 | Скасовано через COVID-19 | Скасовано через COVID-19 | Скасовано через COVID-19 | Скасовано через COVID-19 |
| 2022 | не кваліфікувалася       | не кваліфікувалася       | не кваліфікувалася       | не кваліфікувалася       | не кваліфікувалася       | не кваліфікувалася       | не кваліфікувалася       | не кваліфікувалася       |
| 2023 | не кваліфікувалася       | не кваліфікувалася       | не кваліфікувалася       | не кваліфікувалася       | не кваліфікувалася       | не кваліфікувалася       | не кваліфікувалася       | не кваліфікувалася       |
| 2024 | не кваліфікувалася       | не кваліфікувалася       | не кваліфікувалася       | не кваліфікувалася       | не кваліфікувалася       | не кваліфікувалася       | не кваліфікувалася       | не кваліфікувалася       |
| 2025 | груповий етап            | 3                        | 1                        | 0                        | 2                        | 5                        | 4                        |                          |